# シュタベントゥン
シュタベントゥン(西: Xtabentún)は、メキシコのユカタン地域で製造されるアニス入りの酒。タービナ・コリボサという植物由来の蜂蜜とアニスの種を醸造してつくられる。

## 起源
シュタベントゥンの起源は、マヤ人の儀式用の酒バルチェである可能性がある。